# وینیسیوس جونیور
وینیسیوس ژوزه پایشائو دِ الیویرا جونیور (به پرتغالی: Vinícius José Paixão de Oliveira Júnior؛ زادهٔ ۱۲ ژوئیهٔ ۲۰۰۰)، بازیکن فوتبال اهل برزیل است که در پست وینگر چپ برای باشگاه فوتبال رئال مادرید در لا لیگا و تیم ملی برزیل بازی می‌کند.
وی در ۱۵ ژوئن ۲۰۲۳، از طرف فیفا و جیانی اینفانتینو به عنوان رئیس کمیته مبارزه با نژادپرستی فیفا که به تازگی تأسیس شده‌است، منصوب گردیده شد.

## اوایل زندگی
وینیسیوس جونیور در یک خانوادهٔ فقیر آفریقایی-برزیلی در سائو گونسالو متولد شد.

## سابقه باشگاهی
وینیسیوس جونیور در اوت ۲۰۱۰ زمانی که تنها ۱۰ سال سن داشت تست آزمایشی را برای تیم فوتبال جوانان فلامینگو انجام داد و پذیرفته شد. سرانجام اولین بازی حرفه‌ای او در سال ۲۰۱۷ برای تیم فلامینگو اتفاق افتاد. مارس ۲۰۱۷ وینیسیوس همراه با تیم ملی برزیل به مسابقات قهرمانی زیر ۱۷ سال آمریکای جنوبی شرکت کرد و با زدن ۷ گل عنوان بهترین بازیکن رقابت‌ها را از آن خود کرد. از دیگر باشگاه‌هایی که وینیسیوس جونیور در آنها بازی کرده می‌توان به باشگاه رئال مادرید کاستیا و باشگاه رئال مادرید اشاره کرد.

## آمار باشگاهی
تا تاریخ ۱۱ مارس   ۲۰۲۴
| عملکرد            | عملکرد             | عملکرد             | لیگ       | لیگ       | جام      | جام      | قاره‌ای | قاره‌ای | سایر | سایر | مجموع | مجموع |
| فصل               | باشگاه             | لیگ                | بازی      | گل        | بازی     | گل       | بازی   | گل     | بازی | گل   | بازی  | گل    |
|                   |                    |                    | لیگ کشوری | لیگ کشوری | جام حذفی | جام حذفی | اروپا  | اروپا  | دیگر | دیگر | مجموع | مجموع |
| ----------------- | ------------------ | ------------------ | --------- | --------- | -------- | -------- | ------ | ------ | ---- | ---- | ----- | ----- |
| ۲۰۱۷              | فلامینگو           | سری آ برزیل        | ۲۵        | ۳         | ۴        | ۰        | ۷      | ۱      | ۱    | ۰    | ۳۷    | ۴     |
| ۲۰۱۸              | فلامینگو           | سری آ برزیل        | ۱۲        | ۴         | ۲        | ۰        | ۵      | ۲      | ۱۳   | ۴    | ۳۲    | ۱۰    |
| مجموع فلامینگو    | مجموع فلامینگو     | مجموع فلامینگو     | ۳۷        | ۷         | ۶        | ۰        | ۱۲     | ۳      | ۱۴   | ۴    | ۶۹    | ۱۴    |
| ۲۰۱۸–۲۰۱۹         | رئال مادرید کاستیا | سگوندا دیویسیون بی | ۵         | ۴         | ۰        | ۰        | ۰      | ۰      | ۰    | ۰    | ۵     | ۴     |
| ۲۰۱۸–۲۰۱۹         | رئال مادرید        | لالیگا             | ۱۸        | ۱         | ۸        | ۲        | ۴      | ۰      | ۱    | ۰    | ۳۱    | ۳     |
| ۲۰۱۹–۲۰۲۰         | رئال مادرید        | لالیگا             | ۲۹        | ۳         | ۳        | ۱        | ۵      | ۱      | ۱    | ۰    | ۳۸    | ۵     |
| ۲۰۲۰–۲۰۲۱         | رئال مادرید        | لالیگا             | ۳۵        | ۳         | ۱        | ۰        | ۱۲     | ۳      | ۱    | ۰    | ۴۹    | ۶     |
| ۲۰۲۱–۲۰۲۲         | رئال مادرید        | لالیگا             | ۳۵        | ۱۷        | ۲        | ۰        | ۱۳     | ۴      | ۲    | ۱    | ۵۲    | ۲۲    |
| ۲۰۲۲–۲۰۲۳         | رئال مادرید        | لالیگا             | ۳۳        | ۱۰        | ۵        | ۳        | ۱۲     | ۷      | ۵    | ۳    | ۵۵    | ۲۳    |
| ۲۰۲۳–۲۰۲۴         | رئال مادرید        | لالیگا             | ۱۹        | ۱۰        | ۱        | ۰        | ۵      | ۳      | ۲    | ۳    | ۲۷    | ۱۶    |
| مجموع رئال مادرید | مجموع رئال مادرید  | مجموع رئال مادرید  | ۱۷۴       | ۴۸        | ۲۰       | ۶        | ۵۱     | ۱۸     | ۱۲   | ۷    | ۲۵۷   | ۷۹    |
| مجموع آمار        | مجموع آمار         | مجموع آمار         | ۲۱۱       | ۵۵        | ۲۶       | ۶        | ۶۳     | ۲۱     | ۲۶   | ۱۱   | ۳۲۶   | ۹۳    |

### آمار پاس گل
| فصل       | تیم              | پاس گل |
| --------- | ---------------- | ------ |
| ۲۰۱۷      | فلامینگو         | ۱      |
| ۲۰۱۸      | فلامینگو         | ۳      |
| ۲۰۱۸–۲۰۱۹ | رئال‌مادریدکاستیا | ۱      |
| ۲۰۱۸–۲۰۱۹ | رئال‌مادرید       | ۱۱     |
| ۲۰۱۹–۲۰۲۰ | رئال‌مادرید       | ۴      |
| ۲۰۲۰–۲۰۲۱ | رئال‌مادرید       | ۶      |
| ۲۰۲۱–۲۰۲۲ | رئال‌مادرید       | ۲۰     |
| مجموع     | مجموع            | ۴۴     |

## آمار ملی

### بازی‌های ملی
تا تاریخ ۱۹ نوامبر ۲۰۲۴
| برزیل | برزیل | برزیل | برزیل  |
| سال   | بازی  | گل    | پاس گل |
| ----- | ----- | ----- | ------ |
| ۲۰۱۹  | ۱     | ۰     | ۰      |
| ۲۰۲۱  | ۸     | ۰     | ۰      |
| ۲۰۲۲  | ۱۱    | ۲     | ۲      |
| ۲۰۲۳  | ۶     | ۱     | ۲      |
| ۲۰۲۴  | ۱۱    | ۲     | ۰      |
| مجموع | ۳۷    | ۵     | ۴      |

### گل‌های ملی
| شماره | تاریخ         | میزبان        | بازی ملی | حریف      | نتیجه | رقابت                  |
| ----- | ------------- | ------------- | -------- | --------- | ----- | ---------------------- |
| ۱     | ۲۴ مارس ۲۰۲۲  | ریو دو ژانیرو | ۱۲       | شیلی      | ۴–۰   | مقدماتی جام جهانی ۲۰۲۲ |
| ۲     | ۵ دسامبر ۲۰۲۲ | دوحه          | ۱۹       | کرهٔ جنوبی | ۴–۱   | جام جهانی ۲۰۲۲ قطر     |
| ۳     | ۱۷ ژوئن ۲۰۲۳  | بارسلون       | ۲۲       | گینه      | ۴–۱   | دوستانه                |
| ۴     | ۲۸ ژوئن ۲۰۲۴  | لاس وگاس      | ۳۲       | پاراگوئه  | ۴–۱   | کوپا آمریکا ۲۰۲۴       |
| ۵     | ۲۸ ژوئن ۲۰۲۴  | لاس وگاس      | ۳۲       | پاراگوئه  | ۴–۱   | کوپا آمریکا ۲۰۲۴       |

## افتخارات

### رئال مادرید
- لا لیگا: ۲۰۱۹–۲۰۲۰، ۲۰۲۱–۲۰۲۲
- سوپرجام اسپانیا: ۲۰–۲۰۱۹، ۲۰۲۱، ۲۰۲۳
- جام باشگاه‌های جهان: ۲۰۱۸، ۲۰۲۲
- لیگ قهرمانان اروپا: ۲۰۲۱–۲۰۲۲، ۲۴-۲۰۲۳
- سوپرجام اروپا: ۲۰۲۱–۲۰۲۲ ۲۰۲۴-۲۰۲۳
- جام بین قاره‌ای فیفا ۲۰۲۴

### ملی
- کوپا آمریکا زیر ۱۵ ساله‌ها: ۲۰۱۵
- کوپا آمریکا زیر ۱۷ ساله‌ها: ۲۰۱۷

### فردی
- جایزه سوکراتس: ۲۰۲۳
- بهترین بازیکن مرد فیفا: ۲۰۲۴
- جزو تیم ۱۱ مردان جهان فیفا: ۲۰۲۴
- بهترین بازیکن جام بین قاره‌ای فیفا: ۲۰۲۴
- بهترین مهاجم گلوب ساکر: ۲۰۲۴
- بهترین بازیکن سال گلوب ساکر: ۲۰۲۴
- بازیکن فصل لیگ قهرمانان اروپا: ۲۰۲۴
- جزو ترکیب فصل لیگ قهرمانان اروپا: ۲۰۲۴
- بهترین بازیکن جوان فصل لیگ قهرمانان اروپا: ۲۰۲۲
- توپ طلا: ۲۰۲۴ (مقام دوم)
- جزو تیم منتخب مردان جهان فدراسیون بین المللی تاریخ و آمار فوتبال: ۲۰۲۴
- جایزه افه (۳): ۲۰۲۲، ۲۰۲۳، ۲۰۲۴